# Silanka
Le silanka est une langue en danger, d'origine soninké parlée au Burkina Faso, dans le département de Pensa (province de Sanmatenga).
Il n'en subsisterait que 600 locuteurs (2009). Au moment du recensement de 1995, le silanka était parlé par 780 personnes, dans les villages de Gorxooré (ou Bagkiemdé), Zinibéogo, Darheme, Boala ou Ouapaci,.
Les Silanko (singulier Silanké) constituent la plus petite communauté linguistique du pays. Ils subissent la pression linguistique du mooré et surtout du fulfulde.
Professeur de linguistique à l'université de Ouagadougou, Gérard Kedrebéogo est l'auteur d'un brochure lexicale, silanka-français, français-silanka, et co-auteur du document Sauvegarde et revitalisation du silanka, une langue en danger au Burkina Faso.